# 公使銜參贊
公使銜參贊（英語：Minister-counselor），又稱公使銜參事、公使參事（日语：／ Kōshi Sanjikan；：／ Gongsa Chamsagwan）等，簡稱公參，是外交代表機構中的高階館員，可駐於大使館中，位階處於大使、公使之下，參贊之上。使館內可依據不同館務領域（如公使銜政治參贊、公使銜經濟參贊等）設置數名公使銜參贊，在未設公使的大使館中，公使銜參贊可擔任副館長職務。當大使因公暫離時，亦可由公使銜參贊擔任代辦，在使館中具有多位公使銜參贊的情況下，由政治公使銜參贊優先暫代館長職務。